# Intervista
Intervista (en italiano: Entrevista) es una película italiana de 1987 escrita y dirigida por Federico Fellini y protagonizada por Sergio Rubini. Se estrenó en el año del 50.º aniversario de Cinecittà, unos estudios de cine construidos durante el ventennio fascista en los suburbios de Roma, donde Fellini rodó todas sus películas. Fue la penúltima película del director italiano (su última película sería La voce della luna). 
Fellini, el cual había comenzado su carrera como periodista, realizó la película como una auto-entrevista (en italiano, intervista), en la que expone sus sentimientos acerca de su propia carrera y la evolución del cine en general. Marcello Mastroianni y Anita Ekberg aparecen interpretándose a sí mismos recordando sus papeles en La Dolce Vita.  

## Argumento
El director Federico Fellini está rodando una nueva película, basada en la novela América de Franz Kafka. Al mismo tiempo, un equipo de periodistas japoneses llegan al estudio de Cinecittà para hacerle algunas preguntas al cineasta acerca de su carrera. El director, recuerda nostálgicamente algunas anécdotas relacionadas con sus primeras experiencias laborales en el mundo del cine. 
Mientras hacen la película y A los entrevistadores no les faltan sorpresas especiales. A medida que las reminiscencias del autor cobran vida, se topan con episodios curiosos dignos de ser definidos como "fellinianos": elefantes furiosos, pieles rojas, incluso una amenaza de atentado con bomba. De repente se desata una tormenta provocando el casos en los estudios de cine. Al final, Fellini se ve obligado a interrumpir el rodaje de América.

## Reparto

### Principal
- Federico Fellini como él mismo
- Sergio Rubini como un joven Fellini / él mismo
- Antonella Ponziani como la chica del tren / ella misma
- Maurizio Mein como él mismo
- Paola Liguori como estrella
- Lara Wendel como la novia
- Antonio Cantafora como el esposo
- Nadia Ottaviani como la virgen vestal
- Anita Ekberg como ella misma
- Marcello Mastroianni como él mismo

### Sin acreditar
- Tonino Delli Colli como él mismo
- Federico Fellini como él mismo
- Gino Millozza como él mismo
- Danilo Donati como él mismo
- Delia D'Alberti como la chica del guion
- Stefano Corsi como el asistente de dirección
- Sophie Hicks como la actriz androgénica / ella misma
- Roberto Ceccacci como el assitente de producción
- Piero Vivaldi como el chófer de Fellini
- Clarita Gatto como la mujer "Felliniana"
- Domiziano Arcangeli como Extra

## Producción
La película originalmente nace como un proyecto para la televisión, sin embargo posteriormente fue estrenada en los cines. Intervista es la tercera película de Fellini que mezcla documental con ficción (anteriormente ya lo había hecho con Block-notes di un regista y I clowns). El actor Sergio Rubini ya había auditado para un papel con Fellini en la película Y la nave va, pero fue rechazado. La mayor parte del reparto aparece interpretándose a sí mismo, dejando patente el carácter documental de la película, incluyendo a Maurizio Mein, ayudante de dirección de Fellini en Satiricón, Amarcord, Roma etc. y a Marcello Mastroianni, protagonista de La Dolce Vita y Otto e mezzo. 
Según Fellini, «es una película en la que la cámara es utilizada como un lápiz, un pincel que traza jeroglíficos. Es una idea gráfica, pictórica, visual, lo contrario del cine que cuenta una historia». El cartel de la película fue realizado, a petición de Fellini, por su amigo el historietista Milo Manara. El estreno de Intervista coincidió con el 50.º aniversario de Cinecittà lugar donde se ambienta la película y donde Fellini realizó todos sus films. 

## Estructura
Entrelazando un tono de documental y de película de ficción, Intervista está conformada por cuatro películas dentro de una: 
La primera es un reportaje televisivo: unos periodistas japoneses llegan al set para entrevistar al director Federico Fellini y al resto de su equipo mientras `se preparan para la realización de una nueva película. Realizan decorados, buscan localizaciones para grabar, buscan actores etc. El mismo Fellini y los actores Marcello Mastroianni y Anita Ekberg aparecen interpretándose a sí mismos. 
La segunda película es un biopic de Fellini: mientras responde las preguntas de los japoneses, el director evoca sus recuerdos (algunos reales y otros ficticios) de su primera visita a Cinecittà en 1938 cuando era periodista y tenía que entrevistar a una estrella de cine. Aquí el joven Fellini es interpretado por el actor Sergio Rubini. 
La tercera es la realización de una futura película dirigida por Fellini en los estudios de Cinecittà, una adaptación de la América de Kafka. 
La cuarta sería la propia película en sí, que cohesione las otras tres y las da sentido como retrato del propio Fellini. 

## Recepción
La película tiene un índice de aprobación del 75% en Rotten Tomatoes, basado en 12 reseñas con una calificación promedio de 6,9/10.Intervista ocupó el segundo lugar en la lista de Diez mejores películas del año de la revista Cahiers du Cinema en 1987. 
Fue bien recibida en general por la crítica italiana, el crítico de cine Morando Morandini la consideró como: «una película pequeña, en cierto sentido, pero con mucha gracia y garbo».Por el contrario, Paolo Moreghetti afirmó que el documental de Fellini era demasiado narcisista y nostálgico.

## Premios y nominaciones
Festival de Cine de Cannes
| Categoría                   | Resultado |
| --------------------------- | --------- |
| Premio del 40.º Aniversario | Ganadora  |

Festival Internacional de Cine de Moscú
| Categoría     | Resultado |
| ------------- | --------- |
| Premio de Oro | Ganadora  |

Premios David de Donnatello
| Categoría          | Resultado |
| ------------------ | --------- |
| Mejor película     | Nominada  |
| Mejor director     | Nominada  |
| Mejor fotografía   | Nominada  |
| Mejor escenografía | Nominada  |
| Mejor montaje      | Nominada  |

Premios César
| Categoría                 | Resultado |
| ------------------------- | --------- |
| Mejor película extranjera | Nominada  |